# トゲアー州
トゲアー州（トゲアーしゅう、ソマリ語: Togdheer、アラビア語: تُوجدَير）はソマリアの旧行政区画（gobol）のひとつ。現在はほとんどがソマリアより独立宣言を行ったソマリランドの実効支配下にある。またソマリランドでは同名で独自の州が置かれている。州名の由来は州内を流れるトゲアー川であり、現地のソマリ語では「長い川」を意味する。
北と西を北部ガルベード州、南にエチオピア、東にサナーグ州とスール州と接する。中心都市はブラオ。人口は72万人（2014年推定）。東に突き出たアイン地区は隣接するサナーグ、スールと共にSSC地域と呼ばれ、ソマリランドとプントランドの「国境紛争」が起きている。

## 下位区分
ソマリランド政府はトゲアー州にC級以上の地区（または県、Degmada）を3つ設けている。
- ブラオ地区
  - ブラオ（Burao）
  - Balanbaal
- オドウェイン地区
  - オドウェイン（英語版）（Oodweyne）
- ブーホードレ地区 - ソマリランドで主流のイサック氏族ではなく、デュルバハンテ氏族が主体である。プントランド政府はこの地区を「アイン州」と呼んで、領有権を主張している。
  - ブーホードレ（Buuhoodle）- プントランド寄り
  - ホルファディ - プントランド寄り
  - Balanbale
  - ウィドウィド - ソマリランド寄り
  - エガーグ - ソマリランド寄り
  - Megagle
  - Qoorlugud
  - Qoryale
  - シュルルクス - ソマリランド寄り
  - Sool Joogto